# Evezés (erőedzés)

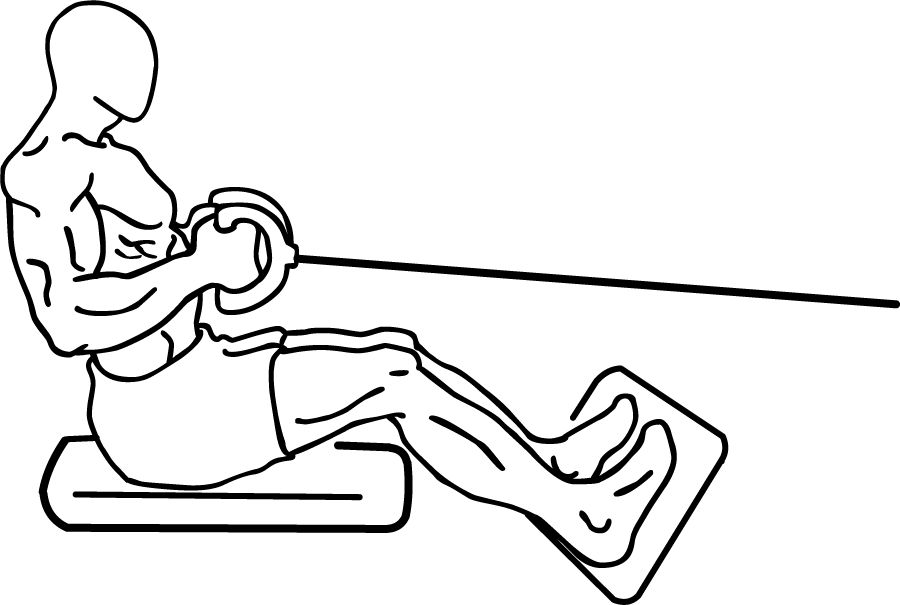
Kábeles evezés ülve

Az evezés az erőedzésben azt a mozdulatsort jelenti, amely során a kinyújtott karokat a mellkas felé húzzák, a lapockákat pedig hátrahúzzák. A számos variációban létező gyakorlat elsősorban a széles hátizmot és a trapézizmot dolgoztatja meg, de hatással van a nagy- és kis görgetegizomra, a nagy- és kis rombuszizomra, valamint a tövis alatti és tövis feletti izomra is. Emellett dolgoznak az alkarizmok, a bicepsz és a gerincmerevítő izmok is, különösen az ülve végzett gyakorlatnál.

## Ülve végzett evezés
Az ülve végzett evezés történhet evezőgépen és csigás evezőpadon is. Utóbbin a lábakat megtámasztják az evezőpad lábtámaszán, enyhén behajlítva. A hátat egyenesen kell tartani, a karok behúzásakor a mellkast enyhén kitolni, a lapockákat összehúzni. A súly visszaengedésekor nem szabad előredőlni, a húzáskor pedig hátra sem. A kábeles evezőpadon cserélhetőek a fogantyúk, így különféle fogásszélességben, vagy egy kézzel is végezhető a gyakorlat. A fogásszélesség változtatásával különféle izomcsoportok terhelhetőek.

## Állva végzett evezés
Az állva végezhető gyakorlatok többségéhez kézisúlyzó vagy súlyzórúd szükséges, de kábel segítségével vagy TRX-kötéllel is végezhető. Ezek a gyakorlatok többségükben döntött törzsű evezések.